# London Has Fallen
London Has Fallen is een Amerikaanse actie-thriller uit 2016 onder regie van Babak Najafi. Het is het vervolg van de film Olympus Has Fallen die over een gewelddadige overname van het Witte Huis ging. Gerard Butler, Morgan Freeman en Aaron Eckhart spelen de hoofdrollen.

## Verhaal
Wanneer de Engelse premier op mysterieuze wijze om het leven komt, komen alle wereldleiders naar Londen om zijn begrafenis bij te wonen. Maar er wacht iedereen een verrassing: er is een aanslag gepland om alle aanwezige wereldleiders te vermoorden. De helft van de alle mensen die behoren tot de bewaking en de hulpdiensten blijkt terrorist te zijn. Uiteindelijk blijft de president van Amerika over, hij wordt bewaakt door Mike Banning.

## Rolverdeling
| Acteur             | Personage                            |
| ------------------ | ------------------------------------ |
| Gerard Butler      | Mike Banning                         |
| Aaron Eckhart      | President Benjamin Asher             |
| Morgan Freeman     | Vicepresident Trumbull               |
| Angela Bassett     | Geheime dienst directeur Lynn Jacobs |
| Robert Forster     | Generaal Edward Clegg                |
| Radha Mitchell     | Leah                                 |
| Melissa Leo        | Minister van defensie Ruth McMillan  |
| Charlotte Riley    | Jacquelin Marshall                   |
| Jackie Earle Haley | Plaatsvervangend chef Mason          |